# James Sherwood
 (janvier 2022).
Si vous disposez d'ouvrages ou d'articles de référence ou si vous connaissez des sites web de qualité traitant du thème abordé ici, merci de compléter l'article en donnant les références utiles à sa vérifiabilité et en les liant à la section « Notes et références ».
Pour les articles homonymes, voir Sherwood et James Sherwood (homonymie).
James Blair Sherwood, né le 8 août 1933 à New Castle en Pennsylvanie et mort le 18 mai 2020, est un chef d'entreprise d'origine américaine et basé au Royaume-Uni.

## Biographie

### Jeunesse
Né à New Castle, James Sherwood grandit à Lexington au Kentucky et étudie à l'université Yale où il obtient un diplôme en sciences économiques. C'est pendant ses trois ans de carrière dans l'US Navy en tant qu'officier de fret qu'il apprend les bases du transport maritime. Après sa carrière dans la marine, il travaille six ans pour United States Lines puis pour la compagnie de transport maritime CTI.

### Carrière
James Sherwood fonde en 1965 avec un capital de 100 000 $ Sea Containers ltd. (en) une compagnie de transport maritime inscrite à la bourse de New York, basée aux Bermudes et dont le siège social se situe à Londres. En 40 ans, ce dernier réussit à transformer Sea Containers, alors un fournisseur de fret loué, en une variété de compagnies de transport maritime ainsi qu'en étendant sa compagnie dans les hôtels de luxe et les trains, comme avec le célèbre Venise-Simplon-Orient-Express et le Great North Eastern Railway. La compagnie s'étend alors de Londres jusqu'à Édimbourg en Écosse.
En 2006, même si sa fortune était évalué par le Sunday Times Rich List (en) à 60 millions de £ deux ans auparavant, James Sherwood quitte son poste de président de Sea Containers et de toutes ses autres compagnies qui vivaient des difficultés financières. Il est cependant resté directeur des Orient Express Hotels jusqu'au 9 juin 2011, date de sa retraite du monde des affaires et dont il demeure président honoraire jusqu'à sa mort.

### Vie privée
La femme de James Sherwood est la botaniste et autrice britannique Shirley Sherwood (en).